# Mạt chược
Mạt chược là một trò chơi có nguồn gốc từ Trung Hoa vào cuối thời nhà Thanh được lan rộng ra khắp thế giới từ đầu thế kỷ 20. Ở Trung Quốc có thể có đến 4 hay 6 người chơi cùng lúc (có biến thể 3 người chơi  ở Nhật Bản, Hàn Quốc và các nước Đông Nam Á). Trò chơi và các biến thể được chơi rộng rãi khắp Đông và Đông Nam Á và cũng trở nên phổ biến ở các nước phương Tây.

## Từ ngữ
Mạt chược là một từ gốc tiếng Quảng Đông: ma4 jeuk2 (麻雀 - Ma tước) nghĩa là con chim sẻ vừng, còn phiên âm theo tiếng Phổ Thông (麻將 - Ma tướng hay Ma thương) là Májiàng, vì thế trong tiếng Anh là Mahjong. Trong bài mạt chược thì ký hiệu con chim sẻ là con bài thứ nhất của bộ bài, tức là con Nhất Sách.

## Cách chơi

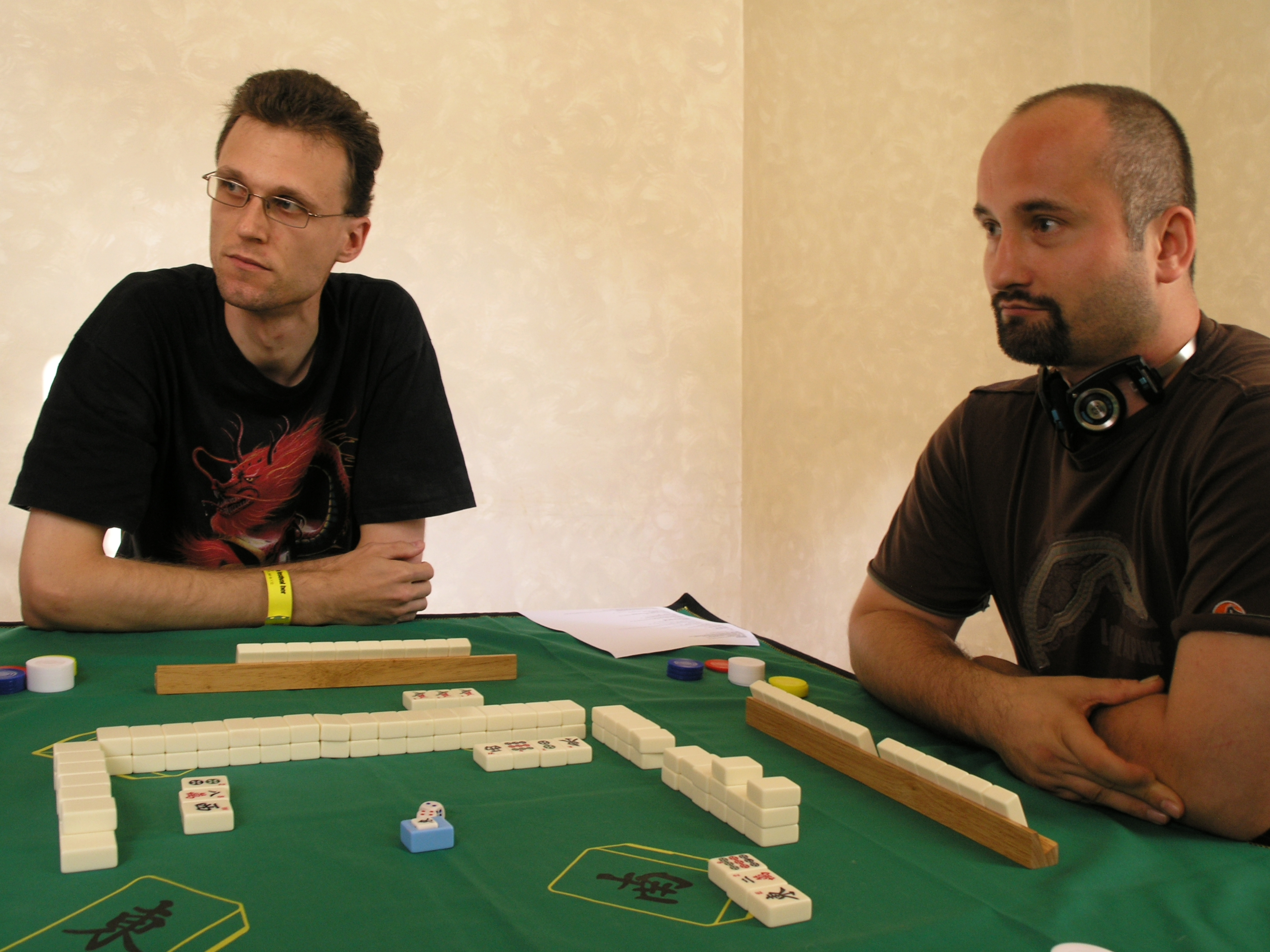

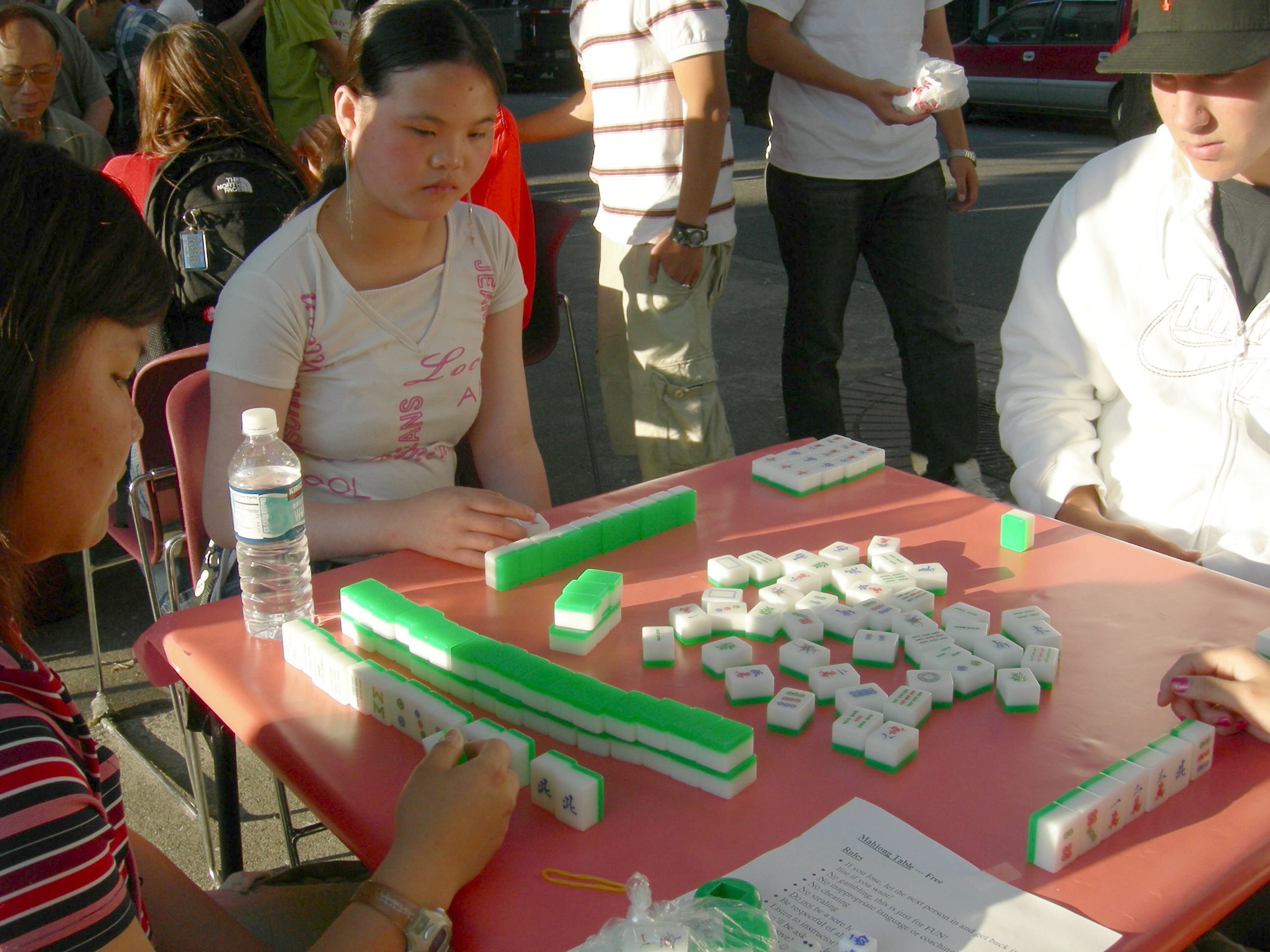